# Elseya lavarackorum
Elseya lavarackorum là một loài rùa trong họ Chelidae. Loài này được White & Archer miêu tả khoa học đầu tiên năm 1994.